# Kento Haneda
Kento Haneda (羽田 健人 Haneda Kento?), född 7 juli 1997 i Osaka prefektur, är en japansk fotbollsspelare.
Haneda började sin karriär 2019 i Oita Trinita.